# Championnat de Finlande de hockey sur glace 1980-1981
Saison précédente Saison suivante
La saison 1980-1981 est la sixième saison de la SM-Liiga.
Le Tappara Tampere gagne la saison régulière mais est battu en finale des séries par le Kärpät Oulu qui remporte son premier titre depuis la création de la SM-liiga.

## SM-liiga

### Déroulement
La saison régulière est disputée entre dix équipes qui jouent chacune 36 matchs soit quatre confrontations directes avec chacune des autres équipes, deux à domicile et deux à l'extérieur.
À l'issue de la saison, les meilleures équipes sont qualifiées pour les séries éliminatoires. Cette saison, elles changent de format : les deux premières équipes de la saison régulière sont qualifiées directement pour les demi-finales, les équipes classées de la troisième à la sixième place jouent des quarts de finale.
Les deux dernières équipes du classement disputent un barrage de relégation contre les meilleures équipes de 1. Divisioona.

### Saison régulière

#### Classement
|    | Équipe              | PJ | V  | N | D  | BP  | BC  | Diff | Pts |
| -- | ------------------- | -- | -- | - | -- | --- | --- | ---- | --- |
| 1  | Tappara Tampere     | 36 | 26 | 2 | 8  | 184 | 115 | +69  | 54  |
| 2  | TPS Turku           | 36 | 22 | 5 | 9  | 213 | 141 | +72  | 49  |
| 3  | Kärpät Oulu         | 36 | 22 | 5 | 9  | 196 | 129 | +67  | 49  |
| 4  | Ässät Pori          | 36 | 20 | 2 | 14 | 178 | 158 | +20  | 42  |
| 5  | HIFK                | 36 | 17 | 4 | 15 | 166 | 158 | +8   | 38  |
| 6  | Ilves Tampere       | 36 | 18 | 2 | 16 | 152 | 152 | 0    | 38  |
| 7  | Kiekko-Reipas Lahti | 36 | 15 | 4 | 17 | 161 | 147 | +14  | 34  |
| 8  | SaiPa Lappeenranta  | 36 | 11 | 4 | 21 | 128 | 187 | -59  | 26  |
| 9  | Jokerit Helsinki    | 36 | 6  | 3 | 27 | 114 | 188 | -74  | 15  |
| 10 | Lukko Rauma         | 36 | 7  | 1 | 28 | 135 | 252 | -117 | 15  |

Le Jokerit Helsinki et le Lukko Rauma conservent leur place dans la SM-liiga à l'issue des barrages.

#### Meilleurs pointeurs
Cette section présente les meilleurs pointeurs de la saison régulière.
| #  | Joueur             | Équipe              | PJ | B  | A  | Pts |
| -- | ------------------ | ------------------- | -- | -- | -- | --- |
| 1  | Reijo Leppänen     | TPS Turku           | 35 | 31 | 45 | 76  |
| 2  | Martti Jarkko      | TPS Turku           | 36 | 29 | 43 | 72  |
| 3  | Arto Javanainen    | Ässät Pori          | 36 | 37 | 27 | 64  |
| 4  | Veli-Pekka Ketola  | Ässät Pori          | 36 | 23 | 39 | 62  |
| 5  | Mikko Leinonen     | Kärpät Oulu         | 36 | 16 | 36 | 52  |
| 6  | Reijo Ruotsalainen | Kärpät Oulu         | 34 | 34 | 24 | 58  |
| 7  | Richard Grenier    | Kiekko-Reipas Lahti | 36 | 28 | 23 | 51  |
| 8  | Kari Jalonen       | Kärpät Oulu         | 35 | 29 | 21 | 50  |
| 9  | Markku Kiimalainen | Kärpät Oulu         | 35 | 24 | 24 | 48  |
| 10 | Juhani Tamminen    | TPS Turku           | 35 | 21 | 27 | 48  |

### Séries éliminatoires
Les quarts de finale se jouent au meilleur des trois rencontres, les demi-finales et la finale en cinq matchs. Le match pour la troisième place se joue au meilleur des trois matchs.

#### Tableau final
|  | Quarts de finale | Quarts de finale |                 |   | Demi-finales    | Demi-finales |  |  | Finale | Finale |
|  |                  |                  |                 |   |                 |              |  |  |        |        |
|  |                  |                  |                 |   |                 |              |  |  |        |        |
|  |                  |                  |                 |   |                 |              |  |  |        |        |
|  | Ässät Pori       | 0                |                 |   |                 |              |  |  |        |        |
|  | Ässät Pori       | 0                |                 |   |                 |              |  |  |        |        |
|  | HIFK             | 2                |                 |   |                 |              |  |  |        |        |
|  | HIFK             | 2                | Tappara Tampere | 3 |                 |              |  |  |        |        |
|  |                  |                  | Tappara Tampere | 3 |                 |              |  |  |        |        |
|  |                  |                  | HIFK            | 0 |                 |              |  |  |        |        |
|  |                  |                  | HIFK            | 0 |                 |              |  |  |        |        |
|  |                  |                  |                 |   |                 |              |  |  |        |        |
|  |                  |                  |                 |   |                 |              |  |  |        |        |
|  | Tappara Tampere  | 2                |                 |   |                 |              |  |  |        |        |
|  | Tappara Tampere  | 2                |                 |   |                 |              |  |  |        |        |
|  |                  | Kärpät Oulu      | 3               |   |                 |              |  |  |        |        |
|  | Kärpät Oulu      | Kärpät Oulu      | 3               | 2 |                 |              |  |  |        |        |
|  | Kärpät Oulu      |                  |                 | 2 |                 |              |  |  |        |        |
|  | Ilves Tampere    | 0                |                 |   |                 |              |  |  |        |        |
|  | Ilves Tampere    | 0                | TPS Turku       | 2 |                 |              |  |  |        |        |
|  |                  |                  | TPS Turku       | 2 | Troisième place |              |  |  |        |        |
|  |                  |                  | Kärpät Oulu     | 3 |                 |              |  |  |        |        |
|  | TPS Turku        | 2                | Kärpät Oulu     | 3 |                 |              |  |  |        |        |
|  | TPS Turku        | 2                |                 |   |                 |              |  |  |        |        |
|  | HIFK             | 0                |                 |   |                 |              |  |  |        |        |
|  | HIFK             | 0                |                 |   |                 |              |  |  |        |        |
|  |                  |                  |                 |   |                 |              |  |  |        |        |

#### Détail des scores
Quarts de finale
| Équipe        | Score | Équipe        | Note |
| ------------- | ----- | ------------- | ---- |
| Kärpät Oulu   | 5-1   | Ilves Tampere |      |
| Ilves Tampere | 2-5   | Kärpät Oulu   |      |

| Équipe     | Score | Équipe     | Note |
| ---------- | ----- | ---------- | ---- |
| Ässät Pori | 2-6   | HIFK       |      |
| HIFK       | 7-4   | Ässät Pori |      |

Demi-finales
| Équipe          | Score | Équipe          | Note |
| --------------- | ----- | --------------- | ---- |
| Tappara Tampere | 4-2   | HIFK            |      |
| HIFK            | 3-9   | Tappara Tampere |      |
| Tappara Tampere | 11-0  | HIFK            |      |

| Équipe      | Score | Équipe      | Note               |
| ----------- | ----- | ----------- | ------------------ |
| TPS Turku   | 2-4   | Kärpät Oulu |                    |
| Kärpät Oulu | 5-9   | TPS Turku   |                    |
| TPS Turku   | 6-2   | Kärpät Oulu |                    |
| Kärpät Oulu | 6-0   | HIFK        |                    |
| TPS Turku   | 2-3   | Kärpät Oulu | Après prolongation |

Match pour la troisième place
| Équipe    | Score | Équipe    | Note               |
| --------- | ----- | --------- | ------------------ |
| TPS Turku | 4-3   | HIFK      | Après prolongation |
| HIFK      | 6-7   | TPS Turku |                    |

Finale
| Équipe          | Score | Équipe          | Note |
| --------------- | ----- | --------------- | ---- |
| Tappara Tampere | 5-2   | Kärpät Oulu     |      |
| Kärpät Oulu     | 6-1   | Tappara Tampere |      |
| Tappara Tampere | 13-2  | Kärpät Oulu     |      |
| Kärpät Oulu     | 6-1   | Tappara Tampere |      |
| Tappara Tampere | 2-5   | Kärpät Oulu     |      |

### Trophées et récompenses
| Kanada-malja : Champion de Finlande             | Kärpät Oulu                       |
| Trophée Kalevi-Numminen : Meilleur entraîneur   | Kari Mäkinen (Kärpät Oulu)        |
| Trophée Jarmo-Wasama : Meilleur joueur recrue   | Petri Skriko (SaiPa Lappeenranta) |
| Trophée Matti-Keinonen : Meilleur ratio +/-     | Juha Huikari (Kärpät Oulu)        |
| Trophée Raimo-Kilpiö : Joueur le plus fair-play | Timo Nummelin (TPS Turku)         |
| Trophée Urpo-Ylönen : Meilleur gardien de but   | Hannu Kamppuri (Tappara Tampere)  |
| Trophée Pekka-Rautakallio : Meilleur défenseur  | Reijo Ruotsalainen (Kärpät Oulu)  |
| Trophée Aarne-Honkavaara : Meilleur buteur      | Arto Javanainen (Ässät Pori)      |
| Trophée Veli-Pekka-Ketola : Meilleur pointeur   | Reijo Leppänen (TPS Turku)        |

## 1.Divisoona
|    | Équipe           | PJ | V  | N | D  | BP  | BC  | Diff | Pts |
| -- | ---------------- | -- | -- | - | -- | --- | --- | ---- | --- |
| 1  | HPK Hämeenlinna  | 36 | 27 | 2 | 7  | 294 | 128 | +166 | 56  |
| 2  | KooVee Tampere   | 36 | 23 | 1 | 12 | 211 | 151 | +60  | 47  |
| 3  | JYP Jyväskylä    | 36 | 18 | 8 | 10 | 172 | 141 | +31  | 44  |
| 4  | SaPKo Savonlinna | 36 | 18 | 6 | 12 | 213 | 158 | +55  | 42  |
| 5  | Sport Vaasa      | 36 | 19 | 3 | 14 | 177 | 160 | +17  | 41  |
| 6  | KooKoo Kouvola   | 36 | 12 | 8 | 16 | 141 | 168 | -27  | 32  |
| 7  | FoPS Forssa      | 36 | 14 | 3 | 19 | 141 | 184 | -43  | 31  |
| 8  | Jäähonka Espoo   | 36 | 12 | 1 | 23 | 111 | 209 | -98  | 25  |
| 9  | Valtit Varkaus   | 36 | 11 | 2 | 23 | 127 | 202 | -75  | 24  |
| 10 | JoKP Joensuu     | 36 | 7  | 4 | 25 | 123 | 209 | -86  | 18  |